# 逆向自由乘车
逆向自由乘车（英語：Reverse Freedom Rides）是1961年美国南方种族隔离主义者通过巴士将非裔美国人送往北方及西部大城市的一次尝试。这些人通过提供单程车票和许诺提供高薪工作及免费住房的方式吸引非裔居民参与，但绝大部分非裔居民在到达北方后未能获得许诺中所提到的待遇。尽管有不少黑人在到达后凭自己的能力找到了工作，但绝大多数并没有。